# Vyšėjšaja Liha 1996
La Vyšėjšaja Liha 1996 è stata la sesta edizione della massima serie del campionato bielorusso di calcio, disputato tra il 16 aprile e il 10 novembre 1996 e conclusosi con la vittoria del MPKC Mazyr per la prima volta nella sua storia. Il capocannoniere della competizione fu Andrėj Chlebasolaŭ (Belšyna) con 34 reti realizzate.

## Stagione

### Novità
Dalla Vyšėjšaja Liha 1995 venne retrocesso in Peršaja Liha il Babrujsk, mentre dalla Peršaja Liha venne promosso il Naftan-Dėvon. Prima dell'inizio della stagione il De'vina Vicebsk cambiò denominazione in Ljakamatyŭ-96 Vicebsk a seguito della fusione con il Ljakamatyŭ Vicebsk, mentre lo Šynnik Babrujsk cambiò denominazione in Belšyna. Nel corso della stagione il Tarpeda Mahilëŭ ha cambiato denominazione in Tarpeda-Kadzina Mahilëŭ.

### Formula
Le 16 squadre partecipanti disputarono un girone all'italiana con partite di andata e ritorno per un totale di 30 partite. La prima classificata, vincitrice del campionato, venne ammessa alla UEFA Champions League 1997-1998, mentre la seconda classificata venne ammessa in Coppa UEFA 1997-1998. La squadra vincitrice della Coppa di Bielorussia venne ammessa alla Coppa delle Coppe 1997-1998; se quest'ultima avesse concluso il campionato al secondo posto, la terza classificata sarebbe stata ammessa in Coppa UEFA. Un ulteriore posto venne assegnato per la partecipazione alla Coppa Intertoto 1997. Le ultime due classificate vennero retrocesse in Peršaja Liha.

## Squadre partecipanti
| Club                    | Città      | Stadio           | Stagione 1995               |
| ----------------------- | ---------- | ---------------- | --------------------------- |
| Abutnik Lida            | Lida       | Stadio Abutnik   | 12º posto in Vyšėjšaja Liha |
| Ataka-Aura Minsk        | Minsk      | Stadio Traktar   | 4º posto in Vyšėjšaja Liha  |
| Belšyna                 | Babrujsk   | Stadio Spartak   | 15º posto in Vyšėjšaja Liha |
| Dinamo Brėst            | Brėst      | OSK Brestsky     | 11º posto in Vyšėjšaja Liha |
| Dinamo Minsk            | Minsk      | Stadio Dinamo    | Campione di Bielorussia     |
| Dinamo-93 Minsk         | Minsk      | Stadio Traktar   | 3º posto in Vyšėjšaja Liha  |
| Dnjapro Mahilëŭ         | Mahilëŭ    | Spartak Stadium  | 6º posto in Vyšėjšaja Liha  |
| Ljakamatyŭ-96 Vicebsk   | Vicebsk    | Vitebsky CSK     | 7º posto in Vyšėjšaja Liha  |
| Maladzečna              | Maladzečna | Stadio Metallurg | 5º posto in Vyšėjšaja Liha  |
| MPKC Mazyr              | Mazyr      | Stadyen Junatsva | 2º posto in Vyšėjšaja Liha  |
| Naftan-Dėvon            | Navapolack | Stadyen Atlant   | 1º posto in Peršaja Liha    |
| Nëman                   | Hrodna     | Stadyen Nëman    | 8º posto in Vyšėjšaja Liha  |
| Šachcër Salihorsk       | Salihorsk  | Stadyen Stroitel | 13º posto in Vyšėjšaja Liha |
| Tarpeda-Kadzina Mahilëŭ | Mahilëŭ    | Stadio Torpedo   | 10º posto in Vyšėjšaja Liha |
| Tarpeda Minsk           | Minsk      | Stadio Torpedo   | 9º posto in Vyšėjšaja Liha  |
| Vedryč Rėčyca           | Rėčica     | Stadio Vedrich   | 14º posto in Vyšėjšaja Liha |

## Classifica finale
|  | Pos. | Squadra                 | Pt | G  | V  | N  | P  | GF | GS | DR  |
|  | ---- | ----------------------- | -- | -- | -- | -- | -- | -- | -- | --- |
|  | 1.   | MPKC Mazyr              | 76 | 30 | 24 | 4  | 2  | 64 | 17 | +47 |
|  | 2.   | Dinamo Minsk            | 75 | 30 | 23 | 6  | 1  | 83 | 20 | +63 |
|  | 3.   | Belšyna                 | 63 | 30 | 20 | 3  | 7  | 67 | 32 | +35 |
|  | 4.   | Dinamo-93 Minsk         | 56 | 30 | 17 | 5  | 8  | 44 | 30 | +14 |
|  | 5.   | Ljakamatyŭ-96 Vicebsk   | 49 | 30 | 13 | 10 | 7  | 48 | 27 | +21 |
|  | 6.   | Ataka-Aura Minsk        | 44 | 30 | 13 | 5  | 12 | 31 | 42 | -11 |
|  | 7.   | Naftan-Dėvon            | 43 | 30 | 13 | 4  | 13 | 43 | 52 | -9  |
|  | 8.   | Maladzečna              | 41 | 30 | 11 | 8  | 11 | 42 | 33 | +9  |
|  | 9.   | Dnjapro Mahilëŭ         | 39 | 30 | 11 | 6  | 13 | 33 | 36 | -3  |
|  | 10.  | Dinamo Brėst            | 32 | 30 | 7  | 11 | 12 | 39 | 43 | -4  |
|  | 11.  | Tarpeda Minsk           | 29 | 30 | 7  | 8  | 15 | 32 | 53 | -21 |
|  | 12.  | Šachcër Salihorsk       | 29 | 30 | 8  | 5  | 17 | 29 | 50 | -21 |
|  | 13.  | Nëman                   | 29 | 30 | 7  | 8  | 15 | 25 | 48 | -23 |
|  | 14.  | Tarpeda-Kadzina Mahilëŭ | 27 | 30 | 7  | 6  | 17 | 27 | 64 | -37 |
|  | 15.  | Abutnik Lida            | 24 | 30 | 6  | 6  | 18 | 26 | 43 | -17 |
|  | 16.  | Vedryč Rėčyca           | 15 | 30 | 4  | 3  | 23 | 14 | 57 | -43 |

Legenda:
      Campione di Bielorussia e ammesso alla UEFA Champions League 1997-1998.
      Ammesso alla Coppa UEFA 1997-1998.
      Ammesso alla Coppa delle Coppe 1997-1998.
      Ammessa alla Coppa Intertoto 1997.
      Retrocessa in Peršaja Liha 1997.
Note:
Tre punti a vittoria, uno a pareggio, zero a sconfitta.

## Risultati

### Tabellone
|                         | MPK  | DiM  | Bel  | D93  | Lya  | Ata  | Naf  | Mal  | Dnj  | DiB  | TMi  | Šac  | Nëm  | TMa  | Abu  | Ved  |
| ----------------------- | ---- | ---- | ---- | ---- | ---- | ---- | ---- | ---- | ---- | ---- | ---- | ---- | ---- | ---- | ---- | ---- |
| MPKC Mazyr              | –––– | 1-1  | 5-1  | 0-2  | 2-0  | 1-0  | 3-1  | 2-1  | 2-0  | 4-0  | 1-0  | 3-0  | 1-0  | 7-1  | 1-0  | 3-1  |
| Dinamo Minsk            | 1-0  | –––– | 4-0  | 6-0  | 1-1  | 4-1  | 6-0  | 1-0  | 2-2  | 2-2  | 5-0  | 2-0  | 5-1  | 1-0  | 4-0  | 1-0  |
| Belšyna                 | 1-2  | 0-2  | –––– | 3-1  | 1-0  | 3-0  | 4-1  | 1-1  | 3-1  | 4-0  | 3-1  | 3-0  | 3-1  | 6-0  | 2-1  | 7-0  |
| Dinamo-93 Minsk         | 1-2  | 2-1  | 1-0  | –––– | 1-5  | 3-0  | 4-1  | 1-1  | 0-0  | 0-0  | 1-0  | 2-1  | 3-0  | 3-0  | 1-0  | 2-3  |
| Ljakamatyŭ-96 Vicebsk   | 0-2  | 1-1  | 0-1  | 0-0  | –––– | 1-1  | 2-0  | 2-0  | 1-2  | 1-1  | 2-0  | 3-2  | 2-2  | 3-0  | 1-1  | 3-1  |
| Ataka-Aura              | 1-1  | 0-5  | 0-2  | 1-3  | 1-0  | –––– | 0-0  | 2-1  | 0-2  | 1-2  | 2-1  | 3-0  | 1-1  | 2-1  | 2-1  | 1-0  |
| Naftan-Dėvon            | 0-3  | 1-4  | 2-1  | 1-2  | 1-1  | 3-1  | –––– | 2-3  | 2-1  | 1-1  | 1-1  | 1-0  | 4-0  | 3-2  | 2-0  | 4-0  |
| Maladzečna              | 1-2  | 2-4  | 0-0  | 0-1  | 0-4  | 1-2  | 3-1  | –––– | 3-0  | 1-1  | 4-1  | 2-1  | 4-0  | 5-0  | 1-0  | 2-0  |
| Dnjapro Mahilëŭ         | 0-4  | 1-1  | 3-0  | 0-1  | 1-2  | 0-1  | 1-2  | 1-3  | –––– | 3-1  | 0-1  | 0-0  | 3-0  | 2-1  | 1-1  | 2-1  |
| Dinamo Brest            | 1-2  | 1-2  | 0-0  | 1-3  | 3-3  | 1-2  | 3-0  | 1-1  | 0-1  | –––– | 1-1  | 4-1  | 1-2  | 7-0  | 2-0  | 1-0  |
| Tarpeda Minsk           | 1-1  | 0-5  | 2-3  | 2-1  | 0-0  | 2-1  | 3-0  | 2-1  | 0-0  | 1-3  | –––– | 2-2  | 0-0  | 0-1  | 1-3  | 2-1  |
| Šachcër Salihorsk       | 0-2  | 1-5  | 1-2  | 0-1  | 0-4  | 3-2  | 0-1  | 0-0  | 0-1  | 2-1  | 3-1  | –––– | 1-0  | 2-1  | 4-0  | 1-0  |
| Nëman                   | 0-1  | 2-3  | 0-3  | 1-0  | 0-1  | 0-1  | 0-3  | 0-0  | 2-1  | 1-0  | 0-0  | 2-2  | –––– | 3-1  | 1-1  | 2-0  |
| Tarpeda-Kadzina Mahilëŭ | 1-1  | 0-1  | 1-6  | 0-0  | 0-2  | 0-0  | 2-1  | 0-0  | 2-1  | 0-0  | 5-1  | 1-0  | 2-1  | –––– | 4-1  | 1-1  |
| Abutnik Lida            | 1-3  | 1-2  | 1-2  | 1-0  | 2-0  | 0-1  | 1-3  | 0-1  | 0-2  | 4-0  | 3-0  | 0-0  | 1-1  | 2-0  | –––– | 0-1  |
| Vedryč Rėčyca           | 0-2  | 0-1  | 1-2  | 0-4  | 0-3  | 0-1  | 0-1  | 1-0  | 0-1  | 0-0  | 0-6  | 1-2  | 0-2  | 2-0  | 0-0  | –––– |

## Statistiche

### Classifica marcatori
| Gol |  |  | Giocatore           | Squadra         |
| --- |  |  | ------------------- | --------------- |
| 34  |  |  | Andrėj Chlebasolaŭ  | Belšyna         |
| 23  |  |  | Uladzimir Makoŭski  | Dinamo Minsk    |
| 20  |  |  | Aljaksandr Vjažėvič | Maladzečna      |
| 14  |  |  | Sjarhej Jaromka     | MPKC Mazyr      |
| 13  |  |  | Aljaksandr Kul'čy   | MPKC Mazyr      |
| 12  |  |  | Vitalij Kirilko     | Dinamo Brest    |
| 12  |  |  | Vladimir Soloduchin | Dnjapro Mahilëŭ |